# Luis Alva
Luis Ernesto Alva Talledo (Paita, 10 de abril de 1927-Milán, 15 de mayo de 2025), también conocido como Luigi Alva, fue un tenor lírico ligero peruano. Participó como primera figura en importantes festivales de ópera desarrollados en Europa y America, entre los años 1950 y 1980. La crítica musical le reconoció una magistral destreza vocal y un gran talento interpretativo. Se especializó en el repertorio de Mozart, Rossini y Verdi, y fue considerado el más notable tenor ligero de su tiempo.

## Biografía
Nació en la ciudad portuaria de Paita, siendo sus padres, Augusto Alva, empleado del ferrocarril, y Virginia Talledo, quienes emigraron a Lima cuando tenía seis años de edad. Cursó su educación primaria en el Colegio La Salle, y la secundaria en el Colegio Anglo-Peruano (actual San Andrés). Desde su época de escolar se destacó por su talento para el canto.
En 1946 ingresó a la Escuela Naval del Perú, donde estuvo por tres años. Su maestra de música, Rosa Mercedes Ayarza, quedó admirada por su voz y lo alentó a que siguiera cultivando su arte. Convencido de poder labrarse un futuro en el canto, decidió entonces abandonar la carrera militar.
Se inició como cantante en Radio Nacional y formó parte de algunos conjuntos corales. En 1949 debutó en el bel canto con la zarzuela Luisa Fernanda. Hizo otras interpretaciones de zarzuelas y arias de ópera en Lima y Arequipa.
En 1951 obtuvo el segundo lugar en el concurso local patrocinado por la compañía cinematográfica Metro-Goldwyn-Mayer para promocionar la presentación de la película El Gran Caruso.
En 1953, con sus propios recursos, emprendió viaje a Italia con el propósito de ascender en su carrera lírica. Gracias al apoyo de la International Petroleum Company y a una beca del Ministerio de Educación del Perú, pudo lograr su objetivo.
En Italia siguió un curso de perfeccionamiento vocal bajo la dirección de Emilio Ghirardini, quien lo presentó al año siguiente en el concurso internacional del "Teatro Nuovo" de Milán. Allí realizó su primera presentación en el continente europeo, interpretando a Alfredo en la ópera verdiana La Traviata. Obtuvo el primer premio.
En 1955 fue llamado por el maestro Giulio Confalonieri, director de la Escuela de Canto de La Scala de Milán, para integrar la Compañía de Cadetes de dicho teatro. Continuó su formación vocal con el maestro Ettore Campogalliani. Su consagración definitiva se dio en diciembre de 1955, durante la inauguración del teatro de la Piccola Scala de Milán, cuando interpretó a Paolino de El matrimonio secreto.
El 16 de febrero de 1956, convocado por Carlo Maria Giulini,  hizo su debut en La Scala de Milán, interpretando al Conde de Almaviva de El barbero de Sevilla, al lado de la soprano María Callas, el barítono Tito Gobbi y el bajo Nicola Rossi-Lemeni. Él era el único debutante al lado de figuras ya consagradas. Tal fue el éxito que obtuvo, que se convirtió en su carta de presentación para regresar durante 28 temporadas a La Scala y protagonizar 261 representaciones.
A partir de entonces sus éxitos se multiplicaron, los mismos que se prolongarían durante tres décadas, hasta su retiro en 1989. Participó en los más importantes festivales de ópera europeas y americanas, interpretando siempre roles principales. En dicho lapso fue considerado como una de las diez mejores voces del mundo. También hizo grabaciones y filmaciones de óperas completas, destacando diversos registros de El barbero de Sevilla.
En 1957 participó en el Festival de Edimburgo. En 1959 cantó India Bella en el Hudson Hall de Nueva York. En 1963 debutó en el Metropolitan Opera House, también en Nueva York, lugar reservado solo a los grandes cantantes.
Se presentó también en los festivales de Aix-en-Provence, Glyndebourne y Edimburgo; en el barrio londinense Covent Garden; Colón en Argentina; y en salas como Bolshói de Rusia y la Ópera Estatal en Viena.
No obstante residir entre España e Italia, nunca dejó de visitar el Perú. En 1980 formó la Fundación Pro Arte Lírico (FUPAL), que en 1989 pasó a llamarse Asociación Prolírica del Perú y cuya misión era promover el estudio y la difusión del arte musical en su país. Durante casi tres décadas y bajo sus gestiones, esta asociación organizó las temporadas de ópera de Lima, hasta 2008, cuando cerró sus puertas. Se representaron, entre otras obras: El elixir de amor, que fue un éxito (1982), Aida de Verdi; Cavalleria rusticana, Don Giovanni, La flauta mágica, el Stabat Mater de Rossini y la zarzuela Luisa Fernanda. Alva ejerció la dirección artística de estas obras, y participó eventualmente en los elencos.
En 1984 visitó Piura y su natal Paita, con motivo del sesquicentenario del natalicio del héroe Miguel Grau. El alcalde de Piura, Luis Paredes, lo agasajó y lo declaró Huésped Ilustre. En su visita por la región, quedó impresionado por los estragos del fenómeno de El Niño, por lo que aceptó participar, a pedido de su tía Yolanda Lari de Taiman, en un recital extraordinario en el Teatro Municipal de Piura, cuyos fondos fueron destinados para ayudar a los damnificados.
Con ocasión de celebrarse los 50 años de su debut profesional, el Consejo Directivo de la Asociación de Funcionarios del Servicio Diplomático del Perú, gestionó que se le concediera la Orden El Sol del Perú en el grado de Gran Oficial, como reconocimiento a su trayectoria artística al servicio de la cultura musical de su país, honor que le fue concedido en el 2000. En el 2004 fue condecorado con la misma orden, en el grado de Gran Cruz.
En la última etapa de su vida, residió en las afueras de Milán, donde era docente de técnicas de interpretación en la Academia de Perfeccionamiento para Cantantes Líricos del teatro La Scala. Falleció en dicha ciudad la noche del 14 de mayo de 2025, a la edad de 98 años de edad.

## Premios y reconocimientos
- Orden El Sol del Perú en el grado de Gran Oficial (2000) y luego en Gran Cruz (2004).[12]
- Caruso de Oro (2002), el más importante que se otorga en el mundo operístico europeo.
- Medalla de Honor de la Cultura Peruana del Instituto Nacional de Cultura del Perú (2005).